# لئوناردو موروسینی
لئوناردو موروسینی (ایتالیایی: Leonardo Morosini؛ زاده ۱۳ اکتبر ۱۹۹۵) یک بازیکن فوتبال اهل ایتالیا است. 